# Lloro capbrú
El lloro capbrú (Poicephalus cryptoxanthus) és una espècie d'ocell de la família dels psitàcids que habita boscos i matolls de l'Àfrica oriental i sud-oriental, des del sud-est de Kenya cap al sud, a través de Tanzània, Moçambic, Malawi i sud-est de Zimbàbue, fins al nord-est de Sud-àfrica.